# Zlatník
Zlatník este o comună slovacă, aflată în districtul Vranov nad Topľou din regiunea Prešov. Localitatea se află la altitudinea de 270 m deasupra n.m., se întinde pe o suprafață de 6,28 km2 și în 2017 număra 75 de locuitori.

## Istoric
Localitatea Zlatník este atestată documentar din 1478.

## Demografie
| An:                | 1994 | 2004    | 2014   | 2024    |
| ------------------ | ---- | ------- | ------ | ------- |
| Număr de persoane: | 86   | 76      | 79     | 70      |
| Diferență:         |      | −11,62% | +3,94% | −11,39% |

| An:                | 2023 | 2024   |
| ------------------ | ---- | ------ |
| Număr de persoane: | 72   | 70     |
| Diferență:         |      | −2,77% |